# Suneung (film)
Pour les articles homonymes, voir Suneung.
Pour plus de détails, voir Fiche technique et Distribution.
Suneung (hangeul : 명왕성 ; RR : Myeongwangsong, littéralement « Pluto ») est un thriller sud-coréen réalisé par Shin Su-won, sorti en 2012.
Le titre français désigne l'examen de fin d'études en Corée du Sud.

## Synopsis
Une enquête soupçonne un élève de terminale d'avoir assassiné son camarade, meilleur ami et colocataire…

## Fiche technique
- Titre original : 명왕성
- Titre international : Pluto
- Titre français : Suneung
- Réalisation et scénario : Shin Su-won
- Musique : Ryu Jae-ah
- Décors : Sakong Hee
- Costumes : Kim Da-jeong
- Photographie : Yun Ji-un
- Montage : Kim Su-hyun
- Production : Francis Lim
- Sociétés de production : SH Film ; June Film (coproduction)
- Sociétés de distribution : CJ Entertainment (Corée du Sud) ; Dissidenz Films (France)
- Pays de production :  Corée du Sud
- Langue originale : coréen
- Format : couleur - 1,85:1 - Dolby Digital
- Durée : 107 minutes
- Dates de sortie :
  - Corée du Sud : 5 octobre 2012 (Festival international du film de Busan) ; 11 juillet 2013 (sortie nationale)
  - France : 7 mars 2014 (Festival du film asiatique de Deauville) ; 9 avril 2014 (sortie nationale)

## Distribution
- Lee David : Kim Joon
- Sung Joon : Yoo-jin
- Kim Kkobbi : Jeong Soo-jin
- Kim Kwon : Han Myeong-ho
- Seon Joo-ah : Kang Mi-ra
- Nam Tae-boo : Choi Bo-ram
- Ryoo Kyeong-soo : Park Jeong-jae
- Park Tae-seong : le professeur de la littérature
- Kil Hae-yeon : la mère de Joon
- Oh Jeong-woo : Kang Chang-min
- Jo Seong-ha : le commissaire (caméo)

## Production

### Attribution des rôles
Le webzine sud-coréen Daum annonce, en juin 2012, que l'acteur Seong Joon a été choisi pour le film. L'actrice Seon Joo-ah, selon le webzine Nate en septembre 2012, « a été auditionnée parmi les trente filles (…) parce qu'elle respire la concentration et la confiance », selon la production SH Films.

### Tournage
Le tournage commence le 9 juin 2012 pour l'achever le 2 août 2012.

## Accueil

### Sorties internationales
Suneung se projette en avant-première au Festival international du film de Busan en octobre 2012 avant que sa sortie ne mentionne le 23 janvier 2014 en Corée du Sud. Il est nommé au Festival du film asiatique de Deauville en mars 2014 en France, puis aux écrans français à partir du 9 avril 2014.

### Accueil critique
Jean-François Rauger du Monde fait remarquer qu'« il y a plusieurs films dans Suneung (…). Tout d'abord une chronique sociale, la peinture du monde impitoyable des lycées coréens où les élèves sont soumis à une pression inhumaine, (…) ensuite un récit policier avec enquête et énigme à résoudre, le récit débutant par un meurtre. [Il] relève enfin du récit d'horreur détaillant les méfaits d'une société secrète éliminant quiconque se dresse en face de sa route ».

### Box-office
| Pays ou région | Box-office     | Date d'arrêt du box-office | Nombre de semaines |
| -------------- | -------------- | -------------------------- | ------------------ |
| Corée du Sud   | 16 420 entrées | 4 août 2013                | 4                  |

## Distinctions

### Récompense
- Berlinale 2013 : Ours de cristal du meilleur film « Mention spéciale » (Jury jeune Generation 14plus) pour Shin Su-won

### Nominations
- Festival international du film de Hong Kong 2013 :
  - Prix FIPRESCI pour Shin Su-won
  - Golden Firebird Award pour Shin Su-won